# Lamar Holmes
Lamar Holmes (8 luglio 1989) è un giocatore di football americano statunitense che gioca nel ruolo di offensive tackle per gli Atlanta Falcons della National Football League (NFL). Fu scelto nel corso del terzo giro (91º assoluto) del Draft NFL 2012 dai Falcons. Al college ha giocato a football alla Southern Mississippi University.

## Carriera

### Atlanta Falcons
Il 27 aprile 2012, Holmes fu scelto nel corso del terzo giro del Draft 2012 dagli Atlanta Falcons. Nella sua stagione da rookie disputò una sola partita. Nella successiva divenne invece stabilmente titolare della linea offensiva dei Falcons, disputando tutte le 16 gare della stagione regolare.

## Vittorie e premi
Nessuno

## Statistiche
| Partite totali      | 17 |
| Partite da titolare | 15 |

Statistiche aggiornate alla stagione 2013